# Polvere di Napoli
Polvere di Napoli è un film del 1998 co-scritto e diretto da Antonio Capuano. Alla stesura della sceneggiatura collaborò un allora sconosciuto ed esordiente Paolo Sorrentino, al quale venne accordato un compenso di 7 milioni di lire.

## Trama
Film composto da 5 episodi, tutti ambientati a Napoli e dintorni.
Il primo episodio (Scopa a sette) rende omaggio a Vittorio De Sica ed al celebre episodio de I giocatori del film L'oro di Napoli, in cui uno sfortunato nobile gioca perdendo una partita a scopa. Anche l'ambientazione, Palazzo Pandola, è la stessa.
Il secondo episodio (Le nozze) vede invece protagonisti una coppia di giovani ed i loro problemi tra lavoro, famiglia e futuro.
Nel terzo episodio (Fred) siamo invece a Pompei, all'interno degli scavi archeologici chiusi per sciopero, ma aperti in via eccezionale per l'emigrato italoargentino Ciriaco e la sua procace moglie Rosita. Protagonista di questo episodio, dove si intrecciano gelosia, sparatorie ed immaginazione,  anche il custode Pasqualo. 
Il quarto episodio episodio (Richard Gere) vede un aspirante attore squattrinato, Mimmo Pezzella, che cerca di partecipare ad un provino tenuto da una scalcinata emittente privata. Gli mancano le trecentomila lire necessarie per retribuire il truffaldino impresario Armonia, così inscena una rapina ad un'anziana vicina che però pretende il suo sperma per farsi impacchi ai capelli. Ottenuti i soldi, non senza sforzi, Mimmo intravede il divo americano Richard Gere alla fermata dell'autobus, restandone estasiato.
Il quinto ed ultimo episodio (Ciarli e Gerri) è la vicenda agrodolce di due sassofonisti con la passione per il jazz. Gerri ama visceralmente John Coltrane e cerca disperatamente di imitarlo, mentre Ciarli cerca di imitare a tutti i costi Charlie Parker. I due sbarcano il lunario suonando ai matrimoni, ma ogni volta che propongono il loro repertorio jazz vengono cacciati e insultati. Un losco impresario, in realtà infermiere presso l'ospedale Cardarelli, li convince a partecipare ad un'improbabile rassegna jazz nel comune di Cancello ed Arnone. Durante il viaggio, in cui smarriscono più volte la strada, vengono derubati dei sassofoni da una banda di ragazzini alla quale avevano chiesto indicazioni. Appena giunti, con un certo ritardo, sul palco del festival sono costretti ad esibirsi comunque, onde evitare le ire del loro committente, improvvisando un numero comico sulla falsariga dei siparietti di Totò e Peppino De Filippo (tanto da esibirsi con delle maschere in carta dei loro volti e con le voci sostituite da una campionatura delle battute tratte dai loro film), con cui riscuotono un insperato e calorosissimo successo. Gli vengono restituiti perfino i sassofoni dal gruppetto di ragazzini, che intimano loro di lasciar perdere la musica. Durante il viaggio di ritorno, imbattutisi in uno sconfinato campo di pomodori, consegnano i loro strumenti ad un gruppo di extracomunitari che lavorano nei campi, in cambio di qualche cassa di pomodori. Il gruppo di uomini di colore, sotto lo sguardo inizialmente sbigottito del duo, improvvisa una stupenda musica jazz, con la quale tutti i lavoranti cominciano a far festa. Mentre albeggia, la polvere ricopre i due musicisti e tutti il gruppo di festanti.